# بریگ
latitudeبریگlongitudeبریگ
بریگ (به انگلیسی: Brigg) یک منطقهٔ مسکونی در انگلستان است که در یورکشایر و هامبر واقع شده‌است.

## خصوصیات
بریگ ۵٬۰۷۶ نفر جمعیت دارد.